# 卧虎令
卧虎令是县级长官的一种称谓。
史书记载，东汉初年洛阳令董宣勇于执法，“搏击豪强，莫不震栗”，有猛虎之威名，人称“卧虎令”。后人常以卧虎令代指县级长官。